# Sala Senatorska na Wawelu
Sala Senatorska, zw. także Tanecznicą – komnata Zamku Królewskiego na Wawelu, wchodząca w skład ekspozycji Reprezentacyjnych Komnat Królewskich. Największa sala zamku. Odbywały się tutaj ważne uroczystości państwowe (m.in. posiedzenia senatu) i dworskie, wesela królewskie, bale i widowiska teatralne. W 1518 r. odbyło się tu pierwsze królewskie wesele – Zygmunta I Starego i Bony Sforza. W naszych czasach sala ta jest niekiedy wykorzystywana na koncerty i w czasie państwowych uroczystości.
Ściany sali pokryte są kurdybanem z 1. ćwierci XVIII w. pochodzącym z zamku w Moritzburgu, zakupionym w okresie międzywojennym od wiedeńskiego antykwariusza Szymona Szwarca. W miejscu tronu królewskiego ustawiono klasycystyczny fotel (prawdopodobnie Stanisława Augusta Poniatowskiego). Przy ścianie zachodniej umieszczono drewniany balkon z 1592 r. W pomieszczeniu znajdują się również arrasy o tematyce biblijnej, m.in. Budowa arki, Wejście zwierząt do arki, Potop, Wyjście z arki oraz Dziękczynienie Noego - seria Dzieje arki, a także werdiury i tkaniny groteskowe. Przy ścianach włoskie krzesła z poręczami (1. połowa XVII w.).

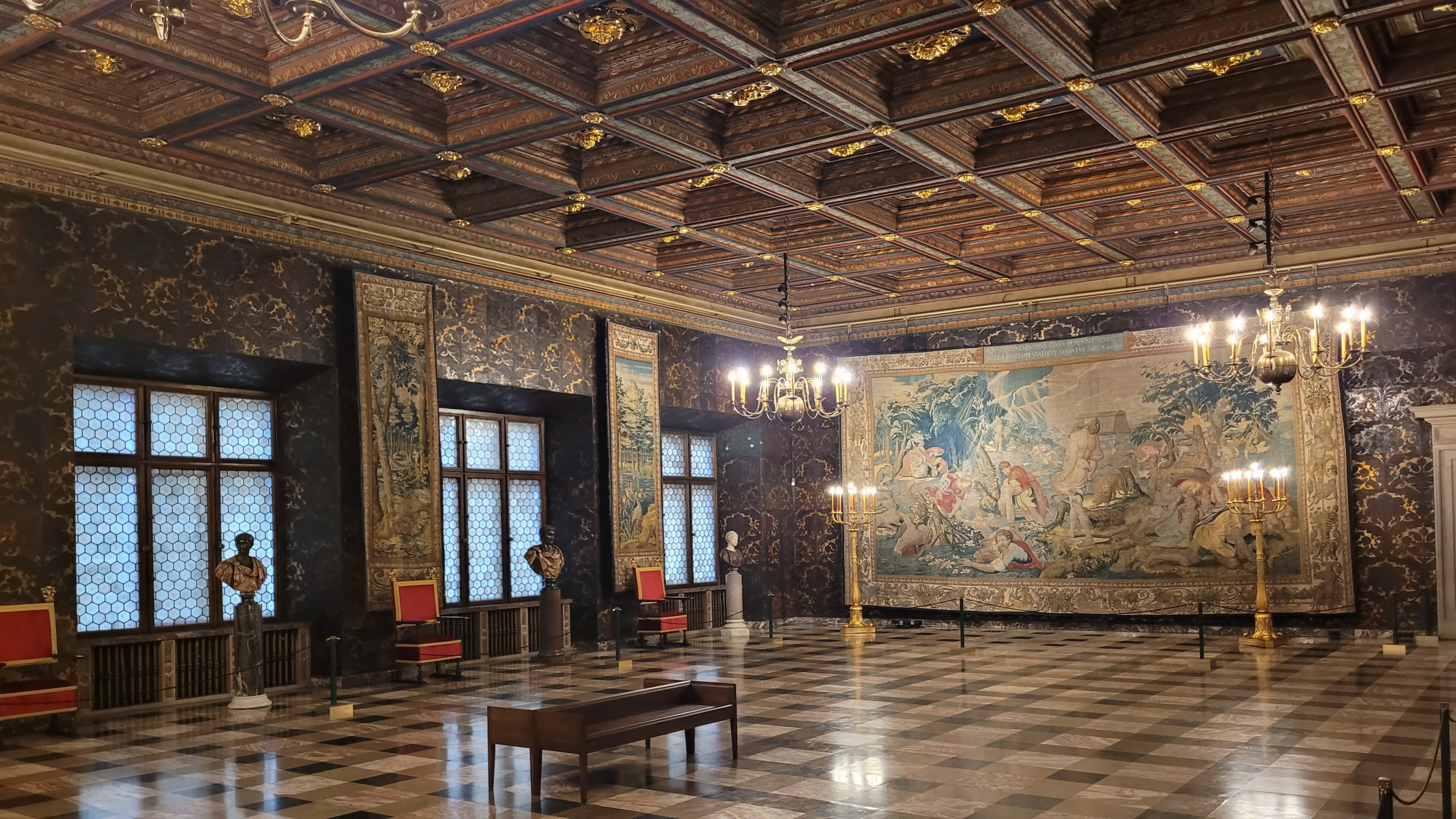
Sala Senatorska (2023)
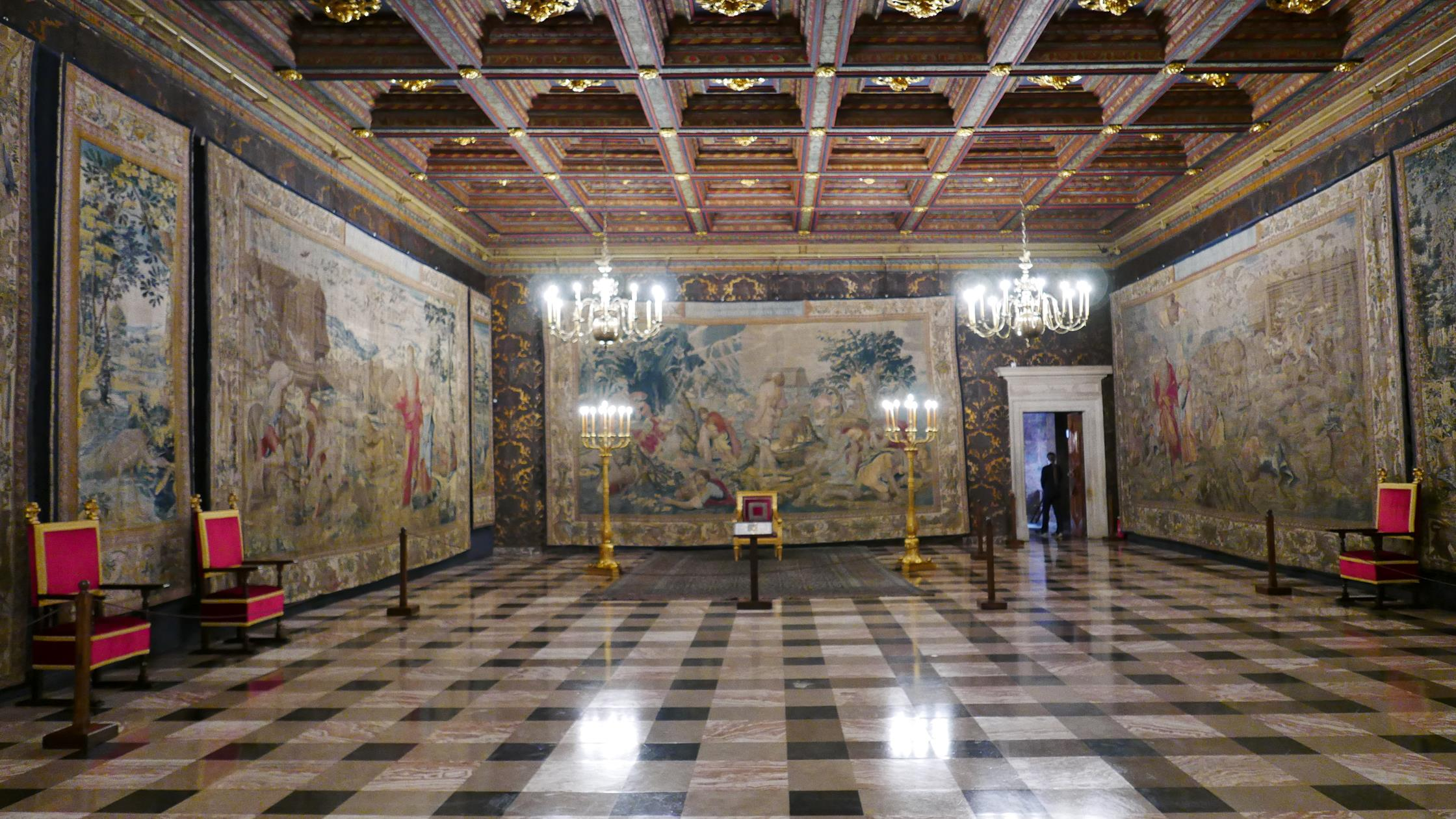
Sala Senatorska (2020)
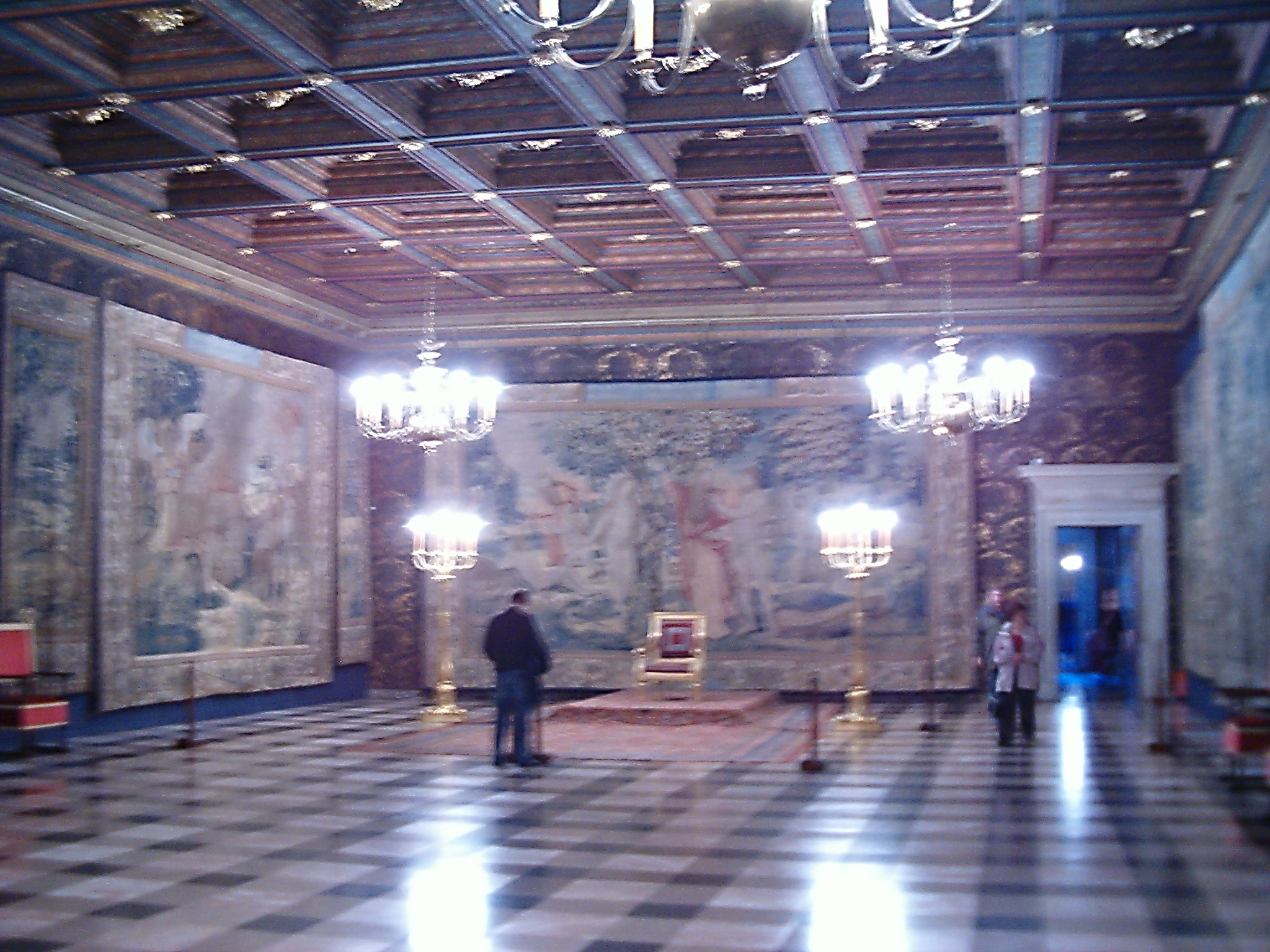
Sala Senatorska